# Sennheiser

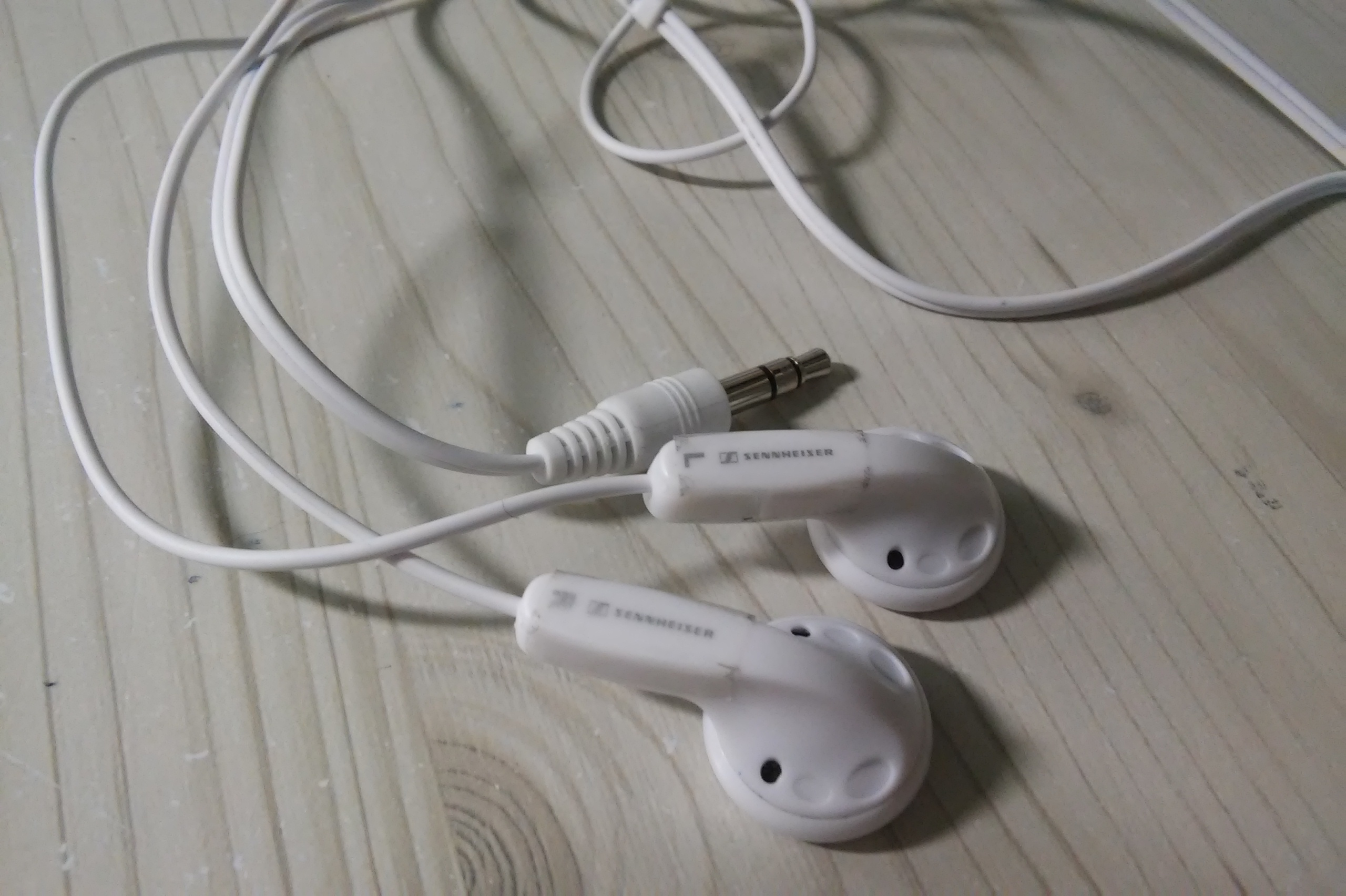
Sennheiser hörlurar MX400ii

Sennheiser electronic GmbH & Co. KG är ett tyskt akustikföretag som tillverkar mestadels mikrofoner och hörlurar.
Företaget grundades 1945 under namnet Laboratorium Wennebostel (förkortat Labor W). 1958 byttes företagets namn till Sennheiser. Företaget sysselsätter sammanlagt cirka 1500 personer i Tyskland, Irland och USA.
Till milstolparna på hörlurssidan hör klassikern HD 414 (1968), en öppen lättviktshörlur som med tiden blev världens mest köpta hörlur, och Orpheus (1991), en kombination av en elektrostatisk hörlur (HE 90) och en rördriven klass A-förstärkare (HEV 90) med inbyggd D/A-omvandlare.
På mikrofonsidan finner man många klassiker. Exempelvis den dynamiska MD 421, som använts flitigt i inspelningsstudior från det att den började produceras på sextiotalet. Sveriges Radio har även använt sig av den vid fältintervjuer.
År 1991 förvärvades Neumann Berlin GmbH, vars produkter sedan dess tillverkas i Sennheisers huvudanläggning i Hedemark utanför Hannover. 2021 meddelade Sennheiser att de sålt sin division för konsumentprodukter inom bl.a. ljud till Schweiziska bolaget Sonova Group, främst kända för tillverkning och utveckling av hörapparater.

## Galleri

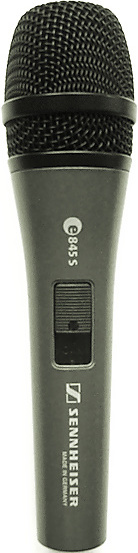
Mikrofon från Sennheiser
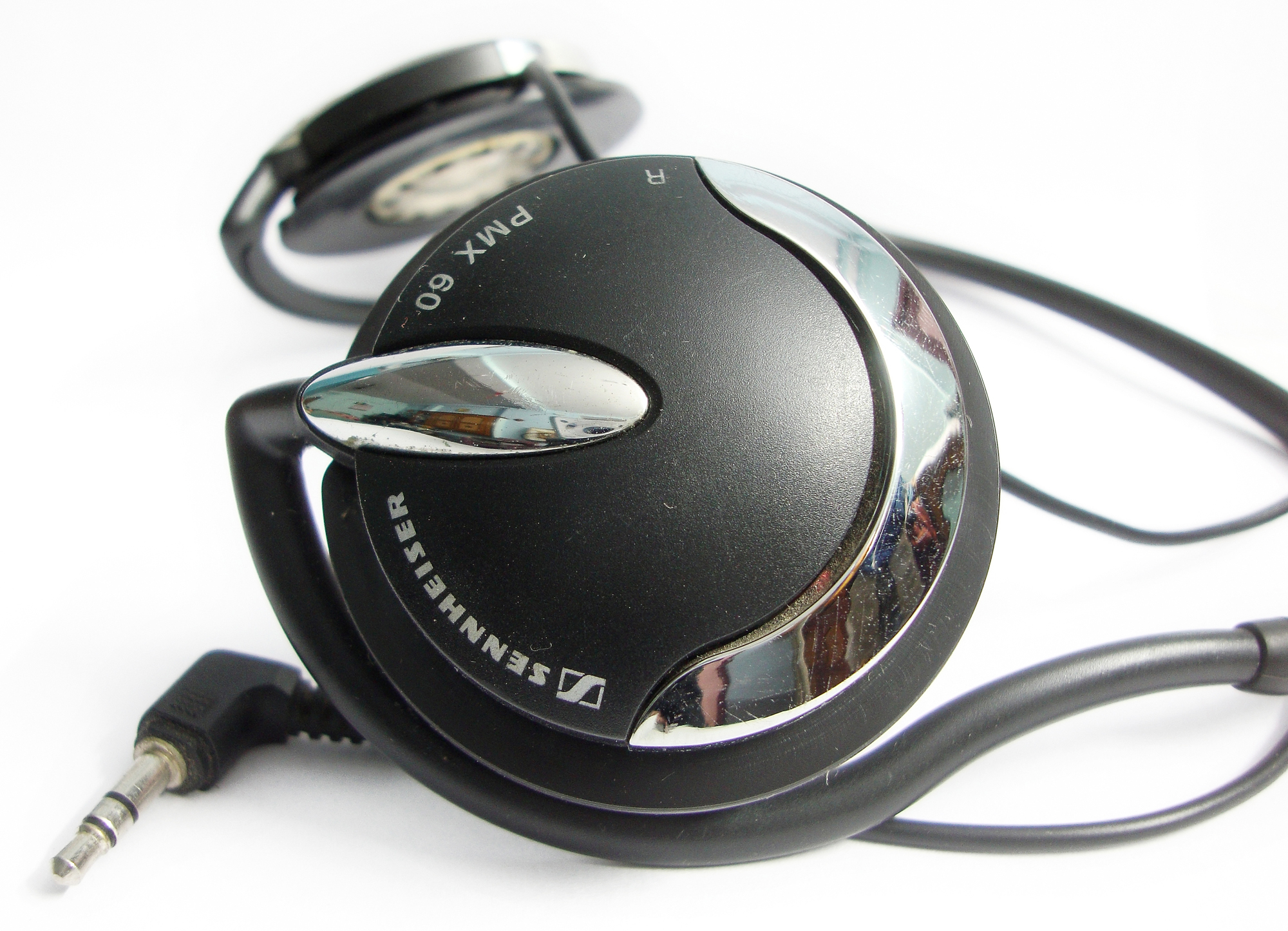
Hörlur från Sennheiser
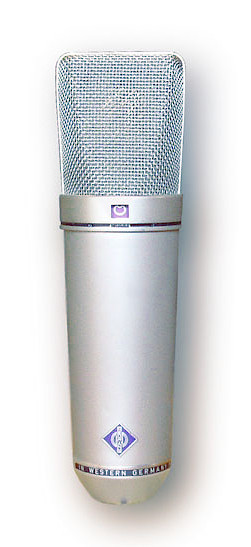
Neumann U87, tillverkad av Sennheiser sedan 1991.
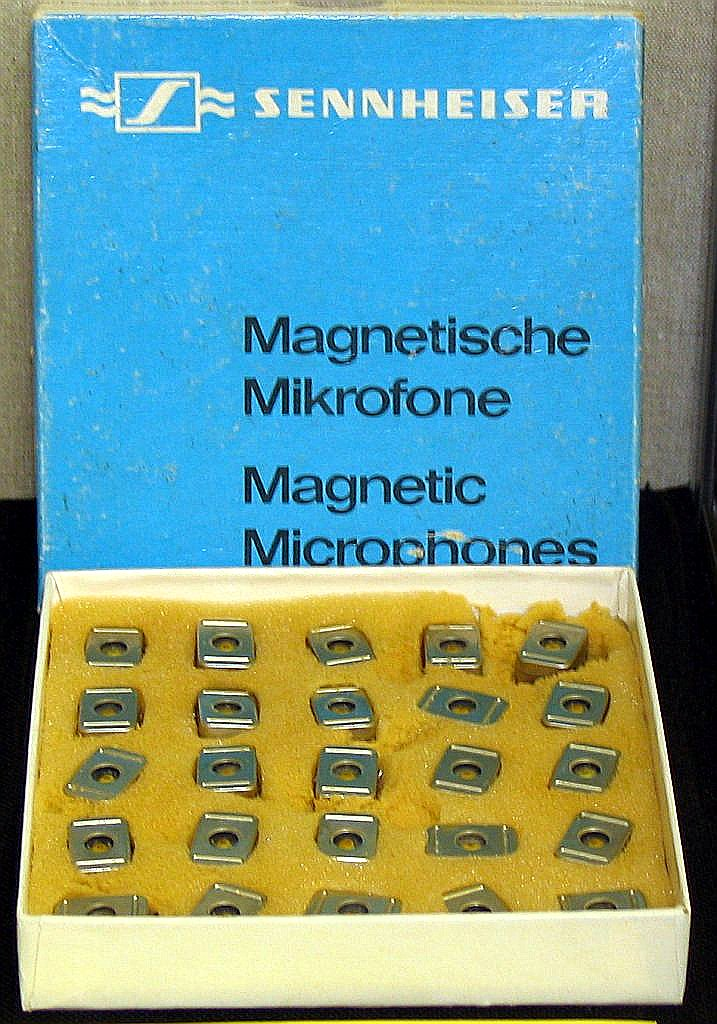
Magnetmikrofoner som användes av Stasi.